# Lequire (Oklahoma)
Lequire est une census-designated place du comté de Haskell, dans l'État d'Oklahoma, aux États-Unis. En 2020, elle compte une population de 127 habitants.